# 颱風軒嵐諾
颱風軒嵐諾（英語：Typhoon Hinnamnor，國際編號：2211，聯合颱風警報中心：WP122022，菲律賓大氣地球物理和天文管理局：Henry）是2022年太平洋颱風季第11個被命名的風暴。「軒嵐諾」一名由寮國提供，取自寮國中部的欣南諾國家公園。此名字第一次使用，取代在2016年重創菲律賓的納坦。
然而「軒嵐諾」此名僅使用一次，即因在2022年韓國造成災難性破壞，被韓國在隔年第55屆颱風委員會年會申請退役，颱風委員會接納要求把軒嵐諾從命名表中除名。在第56次世界氣象組織颱風委員會會議中通過新名由「坡鹿」取代。此次也是韓國繼2003「梅米」後相隔19年再次要求除名。

## 發展過程
2022年8月26日，一個熱帶擾動在南鳥島南南西方海域生成，美國海軍研究實驗室給予擾動編號90W。日本氣象廳在8月28日上午8時將其升格為熱帶低氣壓，並對其發布烈風警報。同時，台灣中央氣象局將其升格為熱帶性低氣壓，給予編號TD13。上午11時，聯合颱風警報中心直接將其評級提升為「高」，並對其發布熱帶氣旋形成警報。下午2時，日本氣象廳將其升格為熱帶風暴，給予國際編號「2211」，並命名「軒嵐諾」。同時，聯合颱風警報中心將其升格為熱帶風暴，給予熱帶氣旋編號12W；台灣中央氣象局將其升格為輕度颱風。由於軒嵐諾後期在台灣以東因引導氣流不明顯引致該系統的未來路徑有變數，導致各預測部門出現嚴重分歧，預測路徑東至日本東部，西至南海北部，但各部門均預計該系統將會發展成一個成熟颱風。
8月29日，軒嵐諾受其北面的副熱帶高壓脊影響，引導其以時速30公里向西移動，其所在位置的海面温度較高，垂直風切變微弱，高空輻散良好，令軒嵐諾迅速增強，並發展出中心密集雲團。凌晨2時，中國國家氣象中心率先將其升格為強熱帶風暴，同時軒嵐諾進入了香港天文台的職責範圍，天文台把軒嵐諾評為為熱帶風暴。上午8時，日本氣象廳將其升格為強烈熱帶風暴，香港天文台將其升格為強烈熱帶風暴。下午2時，日本氣象廳、聯合颱風警報中心和中國國家氣象中心將其升格為颱風。同時，台灣中央氣象局將其升格為中度颱風；香港天文台將其升格為颱風。當天副熱帶高壓脊維持強勢，引導軒嵐諾繼續向西至西南偏西移動，軒嵐諾在當天晚上成功打開「針眼」。晚間8時，中國國家氣象中心將其升格為強颱風。8月30日凌晨2時，中國國家氣象中心將其升格為超強颱風。同時，香港天文台將其升格為強颱風。上午8時，香港天文台將其升格為超強颱風。下午2時，台灣中央氣象局將其升格為強烈颱風。軒嵐諾在當日下午進入眼牆置換循環，並在當晚重新打開風眼，並於8月31日一度出現雙重眼壁，但軒嵐諾再次進入眼牆置換循環，強度稍為減弱。9月1日，軒嵐諾完成眼牆置換，並吞併熱帶低氣壓13W，環流進一步擴大，強度也達到巔峰。
9月2日，達到強度巔峰後不久的軒嵐諾，很快便夾在華東上空的高壓脊和太平洋上的副熱帶高壓脊之間，陷入兩者造成的鞍形場內並失去引導氣流，移動速度漸變緩慢，從每小時25公里，一直減速至每小時7公里，同時由於其停滯不前，消耗海水的潛熱，使較冷的海水上翻，加上捲入乾空氣，使軒嵐諾轉趨減弱，原本清晰的風眼在衛星雲圖上變得模糊，成為「雲塞風眼」，其附近的垂直風切加強，使西北面環流受損。凌晨2時，中國國家氣象中心將其降格為強颱風。上午8時，台灣中央氣象局將其降格為中度颱風，同時香港天文台與澳門地球物理暨氣象局將其降格為強颱風。
9月3日，位於太平洋的高壓脊受西風带影響而東退，促使軒嵐諾轉向北移動，加上垂直風切減弱，軒嵐諾因而得到重新組織的機會，其深層對流也填補原先外露的系統西北象限，並第三次進入眼牆置換循環。9月4日上午8時，台灣中央氣象局再度將其升格為強烈颱風。上午11時，中國國家氣象中心再度將其升格為超強颱風。下午2時，香港天文台再度將其升格為超強颱風。
9月5日，軒嵐諾移入海溫較低且風切強勁的環境，強度開始走下坡，風眼結構也開始崩潰。下午2時，台灣中央氣象局再度將其降格為中度颱風。下午5時，香港天文台再度將其降格為強颱風。9月6日凌晨2時，香港天文台將其降格為颱風。凌晨4時50分左右，韓國氣象廳表示軒嵐諾已於韓國東南部巨濟市附近登陸。晚間8時，日本氣象廳表示軒嵐諾轉化為溫帶氣旋。
9月9日上午8時，日本氣象廳在天氣圖上移除該系統。

### 事後調整
香港天文台在11月20日發表的九月熱帶氣旋報告中，將軒嵐諾的巔峰強度下調至每小時230公里。

## 影響

### 造成伤亡
| 地区   | 伤亡              |
| ------ | ----------------- |
| 韩国   | 11人死亡，1人失踪 |
| 俄罗斯 | 3人死亡           |
| 菲律宾 | 1人死亡           |
| 总计   | 15人死亡，1人失踪 |

### 日本
當地發布之最高風力警報：暴风警报
截至9月3日，台风造成石垣市和宫古岛市3000余户居民停电，2人受傷。而九州地区超3.5万户家庭停电。

### 韓國

颱風軒嵐諾於9月6日在韓國登陸

軒嵐諾在南韓慶尚南道南岸登陸，过境韩国時造成至少10人死亡、2人失蹤。其中位於浦項市一處住宅區的地下停車場因暴雨侵襲導致9名住戶受困，僅有2人被救出。

### 菲律賓
當地發出之最高風暴信號：二號風暴信號
菲律賓大氣地球物理和天文服務管理局於9月1日下午5時對呂宋島巴丹群島省及巴布延群島東北部發出一號風暴信號。並於9月2日上午11時對巴丹群島省發出二號風暴信號。

### 臺灣
- 當地評定之巔峰強度分級：（CWA）
- 當地評定之最高持續風速：55每秒（107節；200每小時）（十分鐘）

當地發布之颱風警報：海上陸上颱風警報
| 彭佳嶼 · 22.6 m/s板橋 · －鞍部 · 13.8 m/s竹子湖 · 4.8 m/s淡水 · 6.1 m/s基隆 · 12 m/s臺北 · 6.1 m/s新屋 · －新竹 · 5.1 m/s宜蘭 · 9.8 m/s蘇澳 · 6.8 m/s花蓮 · 11.6 m/s成功（新港） · 8.1 m/s臺東 · 6.1 m/s大武 · 4.3 m/s蘭嶼 · 24 m/s臺中 · 5.1 m/s梧棲 · －日月潭 · 3.4 m/s阿里山 · 4.6 m/s嘉義 · 6.5 m/s玉山 · 8.7 m/s臺南 · 9 m/s高雄 · －恆春 · 9.9 m/s澎湖 · 8.4 m/s東吉島 · 17.2 m/s金門 · 4.9 m/s馬祖 · 7.6 m/sclass=notpageimage\| 中華民國交通部中央氣象署署屬氣象測站測得最大持續風力。圖例： · 測得5級風或以下 · 測得6至7級風 · 測得8至9級風 | 彭佳嶼 · 29.2 m/s板橋 · －鞍部 · 26.5 m/s竹子湖 · 18.3 m/s淡水 · 14.5 m/s基隆 · 21 m/s臺北 · 17.6 m/s新屋 · －新竹 · 15.4 m/s宜蘭 · 19 m/s蘇澳 · 19.2 m/s花蓮 · 21.7 m/s成功（新港） · 19 m/s臺東 · 19 m/s大武 · 14.1 m/s蘭嶼 · 41.1 m/s臺中 · 15.2 m/s梧棲 · －日月潭 · 10.3 m/s阿里山 · 15.7 m/s嘉義 · 14.9 m/s玉山 · 17.7 m/s臺南 · 19.1 m/s高雄 · －恆春 · 19.8 m/s澎湖 · 17.5 m/s東吉島 · 24.3 m/s金門 · 8.9 m/s馬祖 · 13.3 m/sclass=notpageimage\| 中華民國交通部中央氣象署署屬氣象測站測得最大陣風。圖例： · 測得5級風或以下 · 測得6至7級風 · 測得8至9級風 · 測得10至11級風 · 測得12至15級風 |

由於颱風軒嵐諾逐漸接近臺灣，交通部中央氣象局於9月2日上午8時30分發布海上颱風警報，警戒區域包含臺灣東北部、東南部海面及巴士海峽。此次發布的海上颱風警報亦打破了2010年輕度颱風南川發出當年第一個海上颱風警報的最晚紀錄。而同日氣象局亦預測如果颱風路徑再西偏或是暴風半徑擴大，亦不排除發布陸上颱風警報的可能性。
隨著颱風逐漸往北移動，暴風圈可能接觸臺灣，中央氣象局於9月3日凌晨2時30分發布海上陸上颱風警報，首報陸上警戒區域包含新北市及宜蘭縣。9月3日下午4點55分，中央氣象局發布豪雨特報，基隆市、台北市、新北市、桃園市、新竹縣、苗栗縣、宜蘭縣為豪雨區域，新竹市、台中市、彰化縣、南投縣、雲林縣、嘉義縣為大雨區域。
隨著軒嵐諾逐漸北上，暴風圈已脫離陸地，中央氣象局於9月4日上午11時30分解除陸上颱風警報，並於同日晚間20:30分解除海上颱風警報。

### 中國大陸
中央氣象台發布之最高颱風預警信號： 颱風黃色預警信號
中央氣象台9月2日上午10時發布颱風黃色預警信號。9月4日，国家防总将应急响应提升至三级。

#### 福建省
| 市                        | 縣 / 區        | 預警信號         |
| ------------------------- | -------------- | ---------------- |
| 福州市                    | 平潭縣         | 颱風藍色預警信號 |
| 福州市                    | 羅源縣         | 颱風藍色預警信號 |
| 福州市                    | 連江縣         | 颱風藍色預警信號 |
| 福州市                    | 長樂區         | 颱風藍色預警信號 |
| 福州市                    | 平潭綜合實驗區 | 颱風藍色預警信號 |
| 福清市                    | N/A            | 颱風藍色預警信號 |
| 福安市                    | N/A            | 颱風藍色預警信號 |
| 福鼎市                    | N/A            | 颱風藍色預警信號 |
| 莆田市                    | 秀嶼區         | 颱風藍色預警信號 |
| 寧德市 · 颱風藍色預警信號 | 霞浦縣         | 颱風藍色預警信號 |

#### 浙江省
9月5日，温州、寧波、台州、舟山停课一天。舟山綠色石化基地啟動逾1萬人大轉移。
| 市                        | 縣 / 區 | 預警信號         |
| ------------------------- | ------- | ---------------- |
| 寧波市                    | 鎮海區  | 颱風黃色預警信號 |
| 寧波市                    | 寧海縣  | 颱風藍色預警信號 |
| 寧波市                    | 象山縣  | 颱風藍色預警信號 |
| 寧波市                    | 鄞州區  | 颱風黃色預警信號 |
| 寧波市                    | 北崙區  | 颱風黃色預警信號 |
| 慈溪市                    | N/A     | 颱風黃色預警信號 |
| 餘姚市                    | N/A     | 颱風黃色預警信號 |
| 台州市 · 颱風藍色預警信號 | 三門縣  | 颱風藍色預警信號 |
| 台州市 · 颱風藍色預警信號 | 椒江區  | 颱風藍色預警信號 |
| 台州市 · 颱風藍色預警信號 | 路橋區  | 颱風藍色預警信號 |
| 臨海市                    | N/A     | 颱風藍色預警信號 |
| 溫嶺市                    | N/A     | 颱風藍色預警信號 |
| 溫州市 · 颱風藍色預警信號 | 平陽縣  | 颱風藍色預警信號 |
| 溫州市 · 颱風藍色預警信號 | 蒼南縣  | 颱風藍色預警信號 |
| 溫州市 · 颱風藍色預警信號 | 洞頭區  | 颱風藍色預警信號 |
| 樂清市                    | N/A     | 颱風藍色預警信號 |
| 瑞安市                    | N/A     | 颱風藍色預警信號 |

#### 上海市
上海客轮全线停航，金山城市沙滩、碧海金沙、上海海灣國家森林公園關閉，洋山港停止装卸作业。
| 防汛防台                                              | 預警信號                           |
| ----------------------------------------------------- | ---------------------------------- |
| Ⅳ级响应（上海市气象局）➟III級響應（上海市防汛指挥部） | 颱風藍色預警信號➟ 颱風黃色預警信號 |

#### 江苏省
| 防汛防台 | 預警信號         |
| -------- | ---------------- |
| Ⅳ级响应  | 颱風黃色預警信號 |

## 熱帶氣旋警告使用紀錄

### 中國大陸
| 国家气象中心 颱風預警信號 | 国家气象中心 颱風預警信號 | 国家气象中心 颱風預警信號 |
| ------------------------- | ------------------------- | ------------------------- |
| 上一熱帶氣旋              | 颱風藍色預警信號          | 下一熱帶氣旋              |
| 颱風馬鞍                  | 颱風藍色預警信號          | 強颱風梅花                |
| 颱風馬鞍                  | 颱風黃色預警信號          | 強颱風梅花                |

### 菲律賓
| 菲律賓大氣地球物理和天文服務管理局 風暴信號 | 菲律賓大氣地球物理和天文服務管理局 風暴信號 | 菲律賓大氣地球物理和天文服務管理局 風暴信號 |
| ------------------------------------------- | ------------------------------------------- | ------------------------------------------- |
| 上一熱帶氣旋                                | 一號風暴信號                                | 下一熱帶氣旋                                |
| 強烈熱帶風暴馬鞍                            | 一號風暴信號                                | 颱風奧鹿                                    |
| 強烈熱帶風暴馬鞍                            | 二號風暴信號                                | 颱風奧鹿                                    |

### 臺灣
| 交通部中央氣象局 颱風警報 | 交通部中央氣象局 颱風警報 | 交通部中央氣象局 颱風警報 |
| ------------------------- | ------------------------- | ------------------------- |
| 上一熱帶氣旋              | 海上颱風警報              | 下一熱帶氣旋              |
| 輕度颱風圓規              | 海上颱風警報              | 中度颱風梅花              |
| 強烈颱風璨樹              | 陸上颱風警報              | 中度颱風杜蘇芮            |

## 外部連結
| 太平洋颱風季             |
| 主題頁 - 專題 - 編輯指南 |

- （英文）颱風2000：各氣象部門對軒嵐諾的預測路徑集合 （页面存档备份，存于）
- （日語）日本氣象廳首頁 （页面存档备份，存于）
- （英文）聯合颱風警報中心首頁 （页面存档备份，存于）
- （简体中文）中國國家氣象中心首頁 （页面存档备份，存于）
- （繁體中文）臺灣中央氣象局首頁 （页面存档备份，存于）
- （繁體中文）香港天文台首頁 （页面存档备份，存于）
- （繁體中文）澳門地球物理暨氣象局首頁 （页面存档备份，存于）
- （英文）菲律賓大氣地球物理和天文管理局 惡劣天氣公告 （页面存档备份，存于）
- （泰文）泰國氣象局首頁 （页面存档备份，存于）